# Zespół Przyrodniczo-Krajobrazowy „Ruda Willowa”
Artykuł ten został zgłoszony do umieszczenia na stronie głównej w rubryce „Czy wiesz”.
Pomóż nam go sprawdzić: oceń zgłoszoną nominację.
Zespół Przyrodniczo-Krajobrazowy „Ruda Willowa” – jeden z obszarów chronionej przyrody w granicach administracyjnych miasta Łodzi, utworzony w 2009 roku. „Ruda Willowa” zajmuje powierzchnię około 225 ha. 

## Charakterystyka
Obejmuje ochroną krajobraz doliny górnego odcinka Neru i fragment doliny Gadki wraz z lasem Ruda-Popioły, parkiem im. 1 Maja  i stawami Stefańskiego, ze względu na ich wartości estetyczne i widokowe. Teren ten stanowi korytarz ekologiczny. 

### Walory przyrodnicze
Teren ma charakter pagórkowaty, w najwyższym punkcie osiągając 214,0 m n.p.m. między ul. Letniskową a Popioły. Wzniesienia opadają stromo, w kierunku położonej około 30 m niżej doliny Neru. W tej części obszaru znajduje się las Ruda-Popioły, stanowiący relikt rozległych lasów, które w XIX w. rozciągały się od Chojen przez Rudę, Rokicie, aż do Zgierza, stanowiący głównie siedlisko grądu subkontynentalnego. Na jego terenie dominują drzewa takie jak m.in.: dęby, klony, sosny, świerki, brzozy, robinie, graby i lipy. U zbiegu ulic Letniskowej i Popioły znajduje się stanowisko jednego z najstarszych i najbardziej okazałych na terenie Łodzi egzemplarzy kwitnącego i owocującego bluszczu pospolitego.

### Walory kulturowe
W granicach Rudy Willowej znajduje się kilka zabytkowych willi z przełomu XIX i XX wieku, m.in.:
- zespół willowy rodziny Kindermanów – wille „Laura” i „Klara”, wraz z grotą i parkiem leśnym (ul. Letniskowa 20);
- zespół willowy Karola Goepperta (ul. Popioły 52/58);
- dom letniskowy Teodora Steigerta (ul. Popioły 49/51),
- willa Romana Sauera (u zbiegu ul. Popioły i Białowieskiej)[2].